# Frenchcore
Frenchcore är en subgenre inom Hardcore techno som har sitt ursprung i Frankrike på 90-talet. Stilen influeras av tidiga varianter av Gabber och brukar variera mellan 200 och 250 bpm. Det är vanligt inom denna stilen att man "samplar" filmmusik eller ljud taget från filmer eller TV-serier. 

## Artister i urval
- Radium
- The Sickest Squad
- Sefa
- The Speed Freak
- Dr Peacock
- Floxytek
- Le Bask
- Mr Ivex
- The Braindrillerz
- Sefa
- BillX
- Dort
- Rayvolt
- Remzcore
- Vertex
- Maissouille